# Plati (stacja kolejowa)
Plati (grecki: Σιδηροδρομικός Σταθμός Πλατέος, Sidirodromikós Stathmós Platéos) – stacja kolejowa w Plati, w regionie Macedonia Środkowa, w Grecji. 
Znajduje się w dzielnicy mieszkalnej, na skrzyżowaniu linii Ateny – Saloniki i Saloniki – Florina. Jest obsługiwana przez pociągi międzymiastowe między Atenami i Salonikami OSE i od 2007 przez pociągi regionalne między Salonikami i Larisą.

## Linie kolejowe
- Ateny – Saloniki
- Saloniki – Florina